# 克拉拉城 (明尼蘇達州)
克拉拉城（英語：Clara City）是一個位於美國明尼蘇達州契皮瓦縣的城市。

## 人口
根據2020年美國人口普查的數據，克拉拉城的面積為4.87平方千米，當中陸地面積為4.87平方千米，而水域面積為0.00平方千米。當地共有人口1423人，而人口密度為每平方千米292人。